# Elbe (schip, 1959)
De Elbe is een zeesleepboot. Na 17 jaar als zeesleper heeft het schip als loodsboot en actieschip voor Greenpeace gediend. Het is nu een museumschip.

## Belangrijke sleepopdrachten
Het schip kwam in 1959 in de vaart. Met de berging van de Duitse tanker Richard Kaselowsky kreeg het schip internationale bekendheid in de tijd dat het op wacht lag op bergingsstation Faial op de Azoren. De tanker had een gebroken krukas en werd door de Elbe naar Hamburg gebracht. Ook haar tweede grote sleepklus haalde de kranten: in mei 1959 werd het Admiraliteitsdok van 54.000 ton van Portsmouth naar de Rotterdamse Droogdok Maatschappij gesleept, samen met de Tasman Zee en de Schelde. Na de eerste grote onderhoudsbeurt in 1963 was de Elbe tot aan de indienststelling van de Zwarte Zee de sterkste sleepboot ter wereld.

## Geschiedenis
- 1959 Gedoopt Elbe voor L. Smit & Co.'s Internationale Sleepdienst Rotterdam.
- 1963 Motoren opgevoerd naar 2x 1780 pk.
- 1976 Verkocht aan Association of Maryland Pilots in Baltimore, en omgebouwd tot loodsboot bij Verolme Cork. Herdoopt in Maryland, vlag: Verenigde Staten.
- 1985 Geschonken aan Greenpeace International Inc. Herdoopt in Gondwana.
- 1985 Na drie weken weer herdoopt in Greenpeace.
- 1990 Overgedaan aan de Stichting Rubicon, Amsterdam, vlag: Nederland.
- 04-01-2002 Overgedaan aan het Havenmuseum, Rotterdam en weer teruggebracht in de staat van 1959, maar nu als museumschip, door de Stichting Maritieme Collectie Rijnmond, Rotterdam. Herdoopt in Elbe.
- 30-07-2004 Gezonken na geramd te zijn door de Fairpartner.
- 27-10-2004 Gezonken tijdens restauratie. Het museumschip lag afgemeerd in de Wilhelminahaven in Schiedam.[2] Het schip is gezonken door sabotage: een aantal afsluiters in het schip waren met opzet opengezet waardoor het water ongehinderd het ruim kon inlopen.[2] Dat heeft onderzoek van de zeehavenpolitie uitgewezen. Het schip werd geborgen.[2]
- 12-02-2005 Het schip keert terug in de oorspronkelijke thuishaven Maassluis, waar de restauratie wordt voortgezet.
- 2012 Elbe vaart voor het eerst sinds 2004 weer zelfstandig.
- september 2013, opnieuw certificaten gekregen van Lloyds Register, waardoor het schip opnieuw alle wereldzeeën mag bevaren.
- 2019 De Elbe heeft al meer dan 150 reizen gemaakt als museumschip (een reis is een vaartocht van Maassluis tot Maassluis. Kan dus ook een meerdaagse reis zijn)

## Naslagwerk
- Stichting Maritieme Collectie Rijnmond Zeesleper Elbe, 2012 nummer 4, geraadpleegd op 17 juni 2014